# Hjältevad
Hjältevad är en tätort i Eksjö kommun i Jönköpings län belägen vid Bruzaån och sjön Hjelten i Ingatorps socken.
Hjältevad präglas av träbearbetning och småhustillverkning.
I Hjältevad finns småhustillverkaren Hjältevadshus som har funnits i Hjältevad sedan mitten på 1947.

## Befolkningsutveckling
| Befolkningsutvecklingen i Hjältevad 1950–2020           | Befolkningsutvecklingen i Hjältevad 1950–2020 | Befolkningsutvecklingen i Hjältevad 1950–2020 | Befolkningsutvecklingen i Hjältevad 1950–2020 | Befolkningsutvecklingen i Hjältevad 1950–2020 |
| ------------------------------------------------------- | --------------------------------------------- | --------------------------------------------- | --------------------------------------------- | --------------------------------------------- |
|                                                         |                                               |                                               |                                               |                                               |
| År                                                      |                                               |                                               | Folkmängd                                     | Areal (ha)                                    |
| 1950                                                    | 1950                                          |                                               | 383                                           | ##                                            |
| 1960                                                    | 1960                                          |                                               | 386                                           |                                               |
| 1965                                                    | 1965                                          |                                               | 394                                           |                                               |
| 1970                                                    | 1970                                          |                                               | 466                                           |                                               |
| 1975                                                    | 1975                                          |                                               | 520                                           |                                               |
| 1980                                                    | 1980                                          |                                               | 534                                           |                                               |
| 1990                                                    | 1990                                          |                                               | 471                                           | 98                                            |
| 1995                                                    | 1995                                          |                                               | 440                                           | 98                                            |
| 2000                                                    | 2000                                          |                                               | 404                                           | 100                                           |
| 2005                                                    | 2005                                          |                                               | 345                                           | 100                                           |
| 2010                                                    | 2010                                          |                                               | 335                                           | 103                                           |
| 2015                                                    | 2015                                          |                                               | 349                                           | 110                                           |
| 2020                                                    | 2020                                          |                                               | 383                                           | 81                                            |
| Anm.: ## Som tätort/befolkningsagglomeration 1920–1950. |                                               |                                               |                                               |                                               |